# Elisabeth Falk
Berit Elisabeth Falk, även Elisabeth Ranow, född 18 mars 1936 i Göteborg, död 13 juni 2021 i Bromma församling, var en svensk skådespelare.
Hon är gravsatt i minneslunden på Norra begravningsplatsen utanför Stockholm.

## Filmografi
- 1956 – Den hårda leken
- 1956 – Skorpan
- 1956 – Sjunde himlen
- 1956 – Sången om den eldröda blomman
- 1958 – Du är mitt äventyr
- 1960 – Tre önskningar
- 1962 – Vita frun
- 2000 – Sjätte dagen (TV-serie)
- 2002 – Hem till byn (TV-serie)
- 2003 – Tillfällig fru sökes
- 2004 – Bredband

## Teater

### Roller
| År   | Roll        | Produktion                  | Regi        | Teater       |
| ---- | ----------- | --------------------------- | ----------- | ------------ |
| 1959 | Medverkande | Två träd, revy Karl Gerhard | Hasse Ekman | Idéonteatern |